# ديرلي
ديرلي (بالبرتغالية: Derley‏) (2 أغسطس 1986 بأنابوليس في البرازيل - ) هو لاعب كرة قدم برازيلي في مركز الوسط. لعب مع أتلتيكو باراناينسي وكلوب ليون ونادي الإمارات ونادي إنترناسيونال ونادي خواريز ونادي ناوتيكو.

## روابط خارجية
- ديرلي على موقع قاعدة بيانات كرة القدم.إي يو (الإنجليزية)
- ديرلي على موقع Soccerway.com (الإنجليزية)